# Landgericht Mülhausen
Das Landgericht Mülhausen war 1871 bis 1918 eines von sechs deutschen Landgerichten im Reichsland Elsaß-Lothringen mit Sitz in Mülhausen.

## Geschichte

### Reichsland Elsaß-Lothringen
Nach der Annexion Elsass-Lothringens durch das Deutsche Reich 1871 wurde die Gerichtsstruktur mit dem Gesetz, betreffend Abänderung der Gerichtsverfassung vom 14. Juli 1871 und der Ausführungsbestimmung hierzu vom gleichen Tag neu geregelt. Die bestehenden Arrondissementsgericht wurden aufgehoben und Landgerichte als Gerichte zweiter Instanz eingerichtet. Das Landgericht Mülhausen war dem Oberlandesgericht Colmar nachgeordnet.
Der Landgerichtsbezirk umfasste den Bezirk des Arrondissementsgerichtes Mülhausen und den deutschen Teil des Arrondissementsgerichtes Belfort.
Am Landgericht Colmar wurde ein Schwurgericht eingerichtet, das für die Landgerichtsbezirke Colmar und Mülhausen zuständig war.
Zum 1. Oktober 1879 traten die Änderungen des Gerichtsverfassungsgesetzes in Kraft. Die Eingangsgerichte, die in Frankreich die Bezeichnung Friedensgericht getragen hatten, wurden nun einheitlich im Reich zu Amtsgerichten.
Dem Landgericht waren folgende Amtsgerichte nachgeordnet:
| Amtsgericht              | Sitz         | Rheinschifffahrtsgericht | Zahl Richter |
| ------------------------ | ------------ | ------------------------ | ------------ |
| Amtsgericht Altkirch     | Altkirch     | 0                        | 1            |
| Amtsgericht Dammerkirch  | Dammerkirch  | 0                        | 1            |
| Amtsgericht Hirsingen    | Hirsingen    | 0                        | 1            |
| Amtsgericht Hüningen     | Hüningen     | ja                       | 1            |
| Amtsgericht Masmünster   | Masmünster   | 0                        | 1            |
| Amtsgericht Mülhausen    | Mülhausen    | ja                       | 4            |
| Amtsgericht Pfirt        | Pfirt        | 0                        | 1            |
| Amtsgericht Sankt Amarin | Sankt Amarin | 0                        | 1            |
| Amtsgericht Sennheim     | Sennheim     | 0                        | 1            |
| Amtsgericht Sierenz      | Sierenz      | ja                       | 1            |
| Amtsgericht Thann        | Thann        | 0                        | 1            |

Quelle siehe 
Das Gericht hatte 1880 einen Präsidenten, zwei Direktoren und acht Richter und war für etwa 247.000 Einwohner zuständig.
Mit der Reannexion Elsass-Lothringens durch Frankreich nach dem Ersten Weltkrieg 1918 wurde wieder die französische Gerichtsorganisation eingeführt.

### Deutsche Besetzung 1940–1944
Nach Eroberung des Elsass und Lothringens im Sommer 1940 wurde eine deutsche Zivilverwaltung unter CdZ Robert Wagner eingerichtet, wobei bei der Gerichtsstruktur im Wesentlichen auf die Strukturen von 1918 zurückgegriffen wurde. Die bisherigen Kantonsgerichte wurden in Amtsgerichte, die bisherigen Gerichte 1. Instanz in Landgerichte umgewandelt. Das Landgericht Mülhausen war dem Oberlandesgericht Kolmar unterstellt. Ab 1. November 1941 galten im Elsass und in Lothringen zudem das deutsche Gerichtsverfassungsgesetz und die Zivilprozessordnung. Die Gebiete, die einem CdZ unterstellt waren, wurden zwar wie Reichsgebiet behandelt, aber nicht annektiert und gehörten deswegen formal nicht zum Reich.
Zum Ende des Jahres 1944 brach die deutsche Besatzung mit dem Vorrücken der Alliierten zusammen. Die alte Gerichtsorganisation wurde wieder hergestellt. Das bisherige Landgericht war damit das Tribunal de grande instance de Mulhouse.

## Gerichtsgebäude

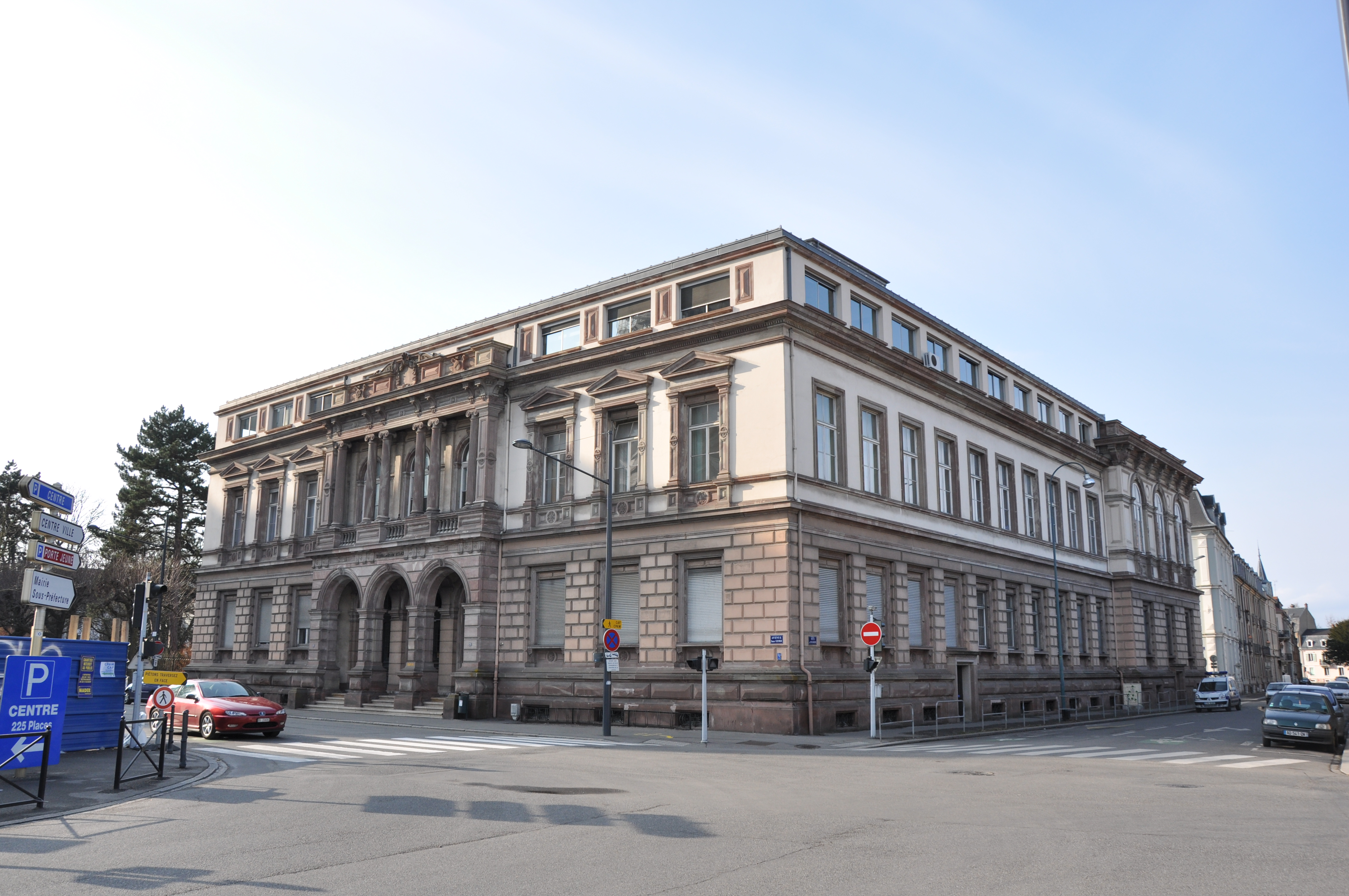
Gerichtsgebäude

Das Gerichtsgebäude (21 Avenue Robert Schuman) wurde 1877/78 vom Architekten Dietrich im Neorenaissancestil errichtet. 1980 erhielt der bis dahin zweigeschossige Bau ein Mezzaningeschoss. Das Gebäude wurde über einem hohen Sandsteinsockel mit Diamantquaderung errichtet. Das Hochparterre ist mit Sandsteinquaderungen verkleidet, darüber schließt ein auskragendes Geschossgesims den Putzbau ab. Während in den einfachen Seitenfassaden Seitenrisalite sitzen, wurde die Schaufassade mit einem Mittelrisaliten aufgewertet, der einen Portikus bildet. Die Fenster des ersten Stockes werden hier von Pilastern gerahmt, die ein Gebälk mit Dreiecksgiebel tragen. Es steht als Monument historique unter Denkmalschutz.